# Grosse Melchaa
El Grosse Melchaa es un río suizo de 18.5 kilómetros afluente del Lago de Sarnen en el cantón de Obwalden en Suiza central.
- Datos: Q1547507
- Multimedia: Grosse Melchaa / Q1547507